# Tobias Storm
Tobias Storm, né le 4 juillet 2004 à Hørsholm au Danemark, est un footballeur danois. Il évolue au poste d'arrière droit au Lyngby BK.

## Biographie

### En club
Né à Hørsholm au Danemark, Tobias Storm commence le football avec le club local du Hørsholm-Usserød Idrætsklub avant d'être formé par le Lyngby BK.
En mai 2021, Tobias Storm est pour la première fois intégré à l'équipe première du Lyngby BK pour des séances d'entraînement, alors qu'il fait partie des U17 du club.
Le 1er septembre 2021, il fait ses débuts en professionnel, lors d'une rencontre de coupe du Danemark contre le Tårnby FF (en). Il entre en jeu à la place de Marcel Rømer et son équipe s'impose par cinq buts à un.
Le 12 août 2022, il signe son premier contrat professionnel avec le Lyngby BK, valable jusqu'en juin 2026. Il est dans le même temps définitivement intégré à l'équipe première. Storm fait sa première apparition en Superligaen le 28 août 2022, face au Viborg FF. Il entre en jeu à la place de Magnus Kaastrup et son équipe est battue par deux buts à un.

### En sélection
Tobias Storm représente l'équipe du Danemark des moins de 18 ans. Il joue au total trois matchs, les deux en 2022.